# Mikoyan-Gurevich MiG-AT
Il Mikoyan-Gurevich MiG-AT, in cirillico МиГ-АТ (Advanced Trainer), è un addestratore avanzato biposto, con capacità di attacco al suolo, proposto dall'azienda russa Mikoyan Gurevich dagli anni duemila.

## Storia del progetto

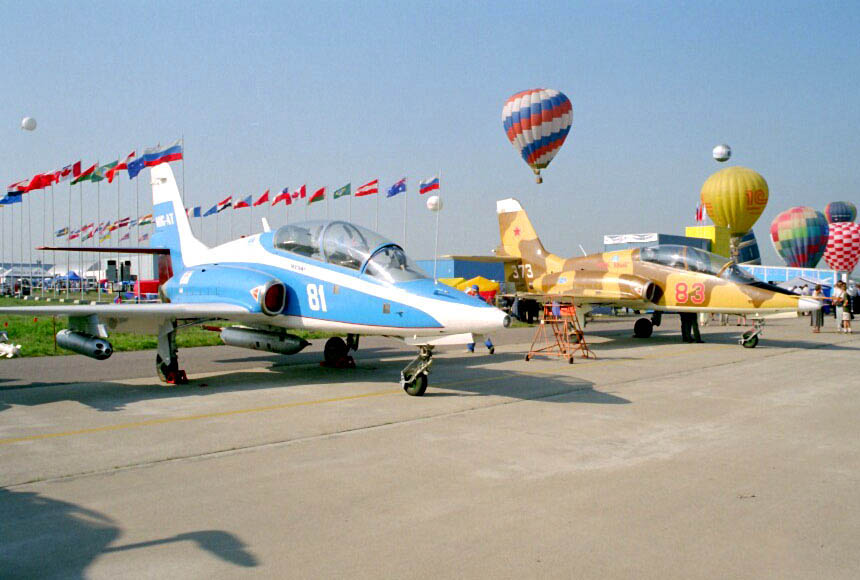
I due prototipi del MiG-AT

Primo esempio di collaborazione franco-russa, venne proposto alla VVS dalla Mikoyan Gurevich quale sostituto degli addestratori Aero L-39 Albatros e Aero L-29 Delfin ancora utilizzati dalla forza aerea, in competizione con lo Yakovlev Yak-130 (denominato anche lui inizialmente Yak-AT), rispetto al quale presentava un design molto più conservativo, con l'ala dritta posizionata bassa sulla fusoliera, sormontata dalle prese d'aria per i due motori montati sui lati e con un impennaggio centrale. La cabina di pilotaggio era biposto in tandem chiusa da un lungo cupolino.
Sono stati costruiti due prototipi, il primo dei quali ha volato nel marzo 1996, qualche tempo prima del diretto concorrente. Inizialmente, i due velivoli erano spinti da motori Snecma-Turbomeca Larzac, di fabbricazione francese e di cui era prevista l'eventuale produzione su licenza, in seguito sostituiti dai Soyuz RD-1700, appositamente ideati da una consociata della MiG, e dai NPO Saturn AL-55, rispettivamente sul primo e sul secondo prototipo.
Malgrado un iniziale interesse, la forza aerea ha annunciato il 10 aprile 2002 che il solo addestratore prescelto per gli ordinativi era lo Yak-130, mettendo quindi fine alla carriera del MiG-AT. Da allora, non hanno avuto alcun successo i tentativi di vendita all'estero, nonostante sia continuato lo sviluppo, finanziato privatamente, delle versioni spinte da motori più potenti di fabbricazione russa.

## Utilizzatori
Russia
- Voenno-vozdušnye sily Rossijskoj Federacii

Solo per valutazione

## Velivoli comparabili

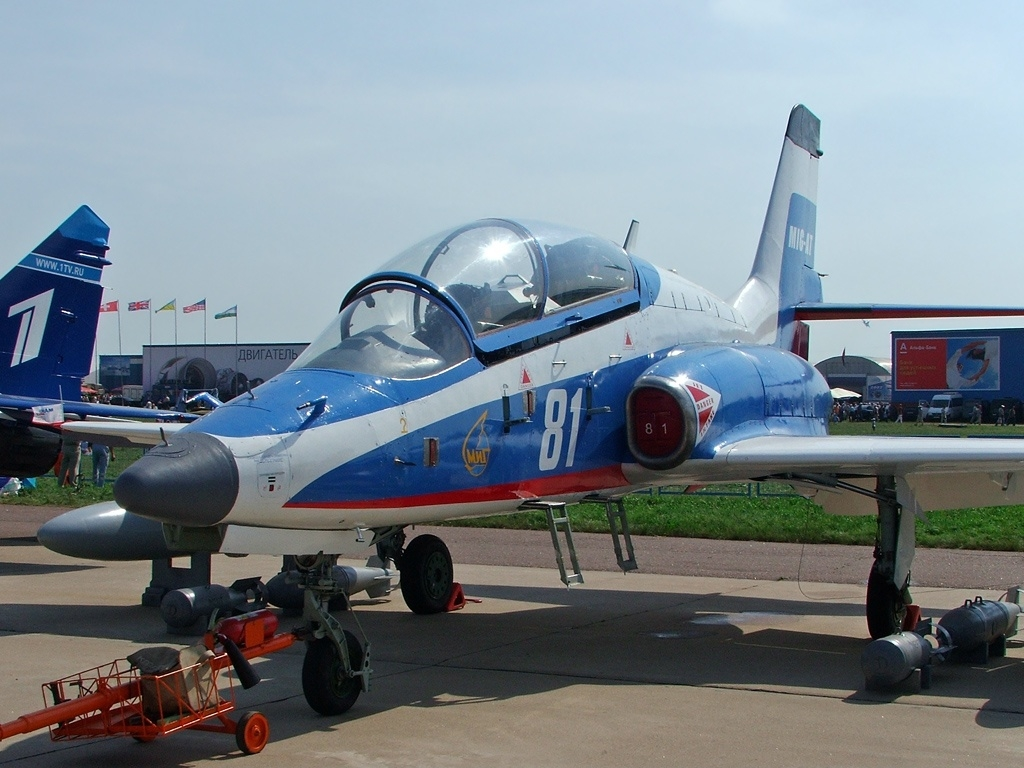
L'altro prototipo del MiG-AT

Russia
- Yakovlev Yak-130

 Italia
- Alenia Aermacchi M-346 Master

 Cina
- Hongdu L-15 Lie Ying

 Corea del Sud
- KAI T-50 Golden Eagle